# Jeux olympiques de la jeunesse de 2026
Les Jeux olympiques de la jeunesse d'été 2026 seront la quatrième édition des Jeux olympiques de la jeunesse d'été et la septième édition des Jeux olympiques de la jeunesse. Ils auront lieu au Sénégal, à Dakar, Diamniadio et Saly. Il s'agit du premier événement olympique se tenant sur le continent africain.

## Sélection de la ville hôte
Initialement prévus pour 2022, le Comité international olympique a décidé, lors de sa 127e session à Monaco, de décaler l'organisation des futurs JOJ à une année non olympique, à savoir 2023. Mais lors de la 132e session organisée en marge des Jeux de Pyeongchang 2018, la commission exécutive du CIO décide finalement de redéplacer les JOJ en 2026.
Le processus de sélection de la ville hôte est simplifié. La phase de dialogue s'étend du printemps à l'été 2018. Le rapport de faisabilité est rendu en mai 2018 et les invitations à se porter candidat sont envoyées par le CIO en juillet 2018.
La phase de candidature se déroule de la fin de l'été à l'automne 2018. Le rapport de la commission d'évaluation est rendu en septembre 2018 et l'élection de la ville hôte est organisée lors de la 133e session du CIO à Buenos Aires les 8 et 9 octobre suivant. Le Sénégal est désigné comme pays-hôte le 8 octobre. Le contrat liant le CIO et la ville hôte est signé dans la foulée.

### Villes candidates
Thomas Bach s'est clairement montré favorable à l'organisation de ces JOJ sur le continent africain,. Le 3 mai 2018, une liste de quatre villes africaines est annoncée par le CIO et officialisée le 18 juillet suivant.
- Gaborone (Botswana)
- Dakar (Sénégal)
- Abuja (Nigeria)
- Tunis (Tunisie). La candidature de la Tunisie a été rétablie en juillet 2018 après que le CIO a suspendu l'évaluation de la candidature en mai en raison de la discrimination à l'encontre d'athlètes israéliens puisque les tribunaux en Tunisie ne permettaient pas à des athlètes israéliens de participer à une compétition de taekwondo.

En septembre, la commission exécutive du CIO ne devait retenir que de deux candidats au plus pour établir ses recommandations par la commission d'évaluation lors de la soumission du rapport final en octobre. Finalement, seul le projet Dakar 2022 sera proposé en session, un « projet jugé visionnaire, ambitieux et techniquement solide qui répond aux objectifs à long terme du pays. Le Sénégal compte une grande population de jeunes et considère les JOJ comme un catalyseur pour engager les jeunes et développer la politique du sport et de la jeunesse du pays. Des investissements importants sont déjà faits en faveur de la jeunesse et du sport dans le cadre du cadre global du pays « Plan Sénégal émergent », qui expose la vision du président à l'horizon 2035. »
D'autres villes ont manifesté un intérêt, mais n'ont pas été retenues sur le critère géographique :
- Hong Kong[11] : Pang Chung, ancien secrétaire général de la Fédération des sports et comité olympique de Hong Kong, a déclaré en 2015 que les JOJ seraient parfaits pour Hong Kong, en s'inscrivant dans une démarche olympique générale en Chine, alors que Pékin n'avait pas encore été élue ville hôte des Jeux olympiques d'hiver de 2022.
- Munich (Allemagne)[12] : Le retrait de la candidature de Hambourg pour l'organisation des Jeux olympiques d'été de 2024 permet à la capitale de la Bavière d'envisager de se porter candidate à l'organisation des JOJ de 2022.
- Budapest (Hongrie) : Lors de la 131e session du CIO en septembre 2017, des discussions sur l'accueil potentiel de ces JOJ ont eu lieu entre les membres du CIO et des responsables de la ville hongroise. Budapest était candidate pour l'organisation des Jeux olympiques d'été de 2024 avant de se désister le 1er mars 2017 face au manque de soutien de la population[13].
- Rotterdam (Pays Bas)[14] : La ville avait déjà été candidate à l'organisation des Jeux olympiques de la jeunesse d'été de 2018, qui seront finalement accueillis par Buenos Aires[15].
- Kazan (Russie)[16]
- Monterrey (Mexique)[17] : En avril 2016, la Fondation olympique de la ville de Monterrey annonce que la cité mexicaine ne présentera finalement pas sa candidature pour ces JOJ, comme ils l'avaient initialement prévu. Monterrey avait déjà proposé sa candidature pour l'organisation des Jeux olympiques de la jeunesse d'été de 2014 et de 2018, mais le Comité olympique mexicain lui avait préféré la candidature de Guadalajara.

## Organisation
Le 15 juillet 2020, le CIO et le Sénégal décident d'un commun accord le report des JOJ à 2026 à cause des conséquences de la pandémie de Covid-19, qui a entraîné un report massif des événements sportifs, dont les Jeux olympiques de Tokyo 2020. La décision est motivée afin d'éviter la surcharge des fédérations face au nouveau calendrier. Il n'y aura donc pas de JOJ d'été organisés en 2022,.
Lors de la 141e session du CIO, le comité a fait un point de situation, notamment sur le calendrier détaillé des modernisations à apporter, dont les travaux doivent débuter au premier trimestre 2024.

## Sites des compétitions
Les sites proposés pour accueillir les épreuves sont situés à la capitale Dakar, dans nouvelle ville de Diamniadio et dans la station balnéaire  Saly

### Dakar
- Stade Iba-Mar-Diop
- Piscine olympique de Dakar

### Diamniadio
- Dakar Arena
- Stade Abdoulaye-Wade
- Centre des expositions de Diamniadio
- Centre équestre de la Gendarmerie de Diamniadio

### Saly
- Saly Beach West

## Nations participantes
Une équipe de réfugiés sera engagée pour la première fois aux JOJ.

## Compétition

### Sports au programme
Les Jeux olympiques de la jeunesse d'été de 2026 comprendront 244 épreuves dans 35 sports. Il y aura une égalité parfaite entre le nombre de femmes et d'hommes.
Le breakdance, le skateboard, l'escalade, le surf et le karaté rejoindront les 28 sports de base. Il y aura 13 épreuves par équipes mixtes, 1 épreuve ouverte (équestre), 115 épreuves masculines et 115 épreuves féminines. Le baseball et le wushu ont ensuite été ajoutés.
En juin 2024, la commission exécutive du CIO décide de changer d'approche après le retour d'expérience des JOJ d'hiver 2024 de Gangwon pour un adopter un programme plus souple et sur-mesure  : chaque sport est représenté par une discipline avec 35 fédérations sportives aux JOJ de Dakar 2026 : 25 sports figureront au programme des compétitions et 10 feront partie du programme de mobilisation. Pour ces derniers, le sport ne figure pas au programme des compétitions mais seront promus par le biais d’activités interactives sur place et via des plateformes numériques, soulignant leur rôle en tant que composants à part entière et partie officielle des JOJ.
En décembre 2024, le programme officiel est adopté avec 151 épreuves (contre 241 pour les JOJ de Buenos Aires 2018) réparties équitablement avec 72 épreuves masculines, 72 épreuves féminines et 7 épreuves mixtes.
Le quota total pour ces Jeux a été fixé à 2 700 accréditations. Il y aura une égalité des quotas entre hommes et femmes.
| - Athlétisme (36) - Aviron de mer (2+1) - Badminton (2) - Baseball5 (1) - Basket-ball 3x3 (2) - Beach-volley (2) - Breaking (2) - Boxe (10) - Cyclisme sur route (4) | - Équitation (1) - Escrime (6) - Futsal (2) - Gymnastique artistique (4+1) - Handball de plage (2) - Judo (8) - Lutte de plage (8) | - Rugby à sept (2) - Skateboard (2) - Natation (28) - Taekwondo (10+1) - Tennis de table (2+1) - Tir à l’arc (2+1) - Triathlon (2) - Planche à voile (2) - Wushu (4) |